# Кэмерон, Алан
Алан Кэмерон (Alan Douglas Edward Cameron; 13 марта 1938 — 31 июля 2017, Нью-Йорк, Нью-Йорк) — британо-американский классицист, специалист по эллинистической и римской поэзии, позднеримской литературе, византиевед. Эмерит-профессор (Charles Anthon Professor) латинского языка и литературы Колумбийского университета, где преподавал более 30 лет (в 1977—2008). Прежде на протяжении 13 лет преподаватель латинского в Королевском колледже Лондона. Член Британской академии (1975) и Американского философского общества (1992). Отмечен Goodwin Award Американской филологической ассоциации (1997) — за книгу Callimachus and his Critics, а также Lionel Trilling Book Award — за работу Greek Mythography in the Roman World (2004). В 2013 году получил медаль Кеньона (Kenyon Medal).
Получил образование в St Paul's School, London и оксфордском Нью-колледже (в последнем в 1961 году получил первоклассную степень по Literae Humaniores). Степень доктора философии так и не получил, что ему льстило. Прежде чем поступить в 1977 году в штат Колумбийского университета, где он оставался до своей отставки в 2008 году, преподавал в Глазго и Лондоне.
Член Американской академии искусств и наук (1978).
Опубликовал более 200 статей и более дюжины книг. Остались супруга Карла, сын и дочь, внук.
Главные работы
- Porphyrius the Charioteer (1973)
- Circus Factions: Blues and Greens at Rome and Byzantium (1976)
- Literature and Society in the Early Byzantine World (1985)
- Greek Mythography in the Roman World (2004)
- The Last Pagans of Rome (Oxford University Press, 2011)